# تسعير تحويلي
التسعير التحويلي هو السعر المتخذ أساسًا لأغراض الحسابات ولتقييم المعاملات بين المشروعات المتكاملة تحت إدارة واحدة. ويُعتبر أداة رئيسية لتجنب الضريبة على الشركات، يعمل التسعير التحويلي حينما لا يكون هناك سوقاً خارجية وهي التي تعمل على تحديد السعر. وهو كثيراً ما تستخدمه الشركات الكبيرة لأسباب داخلية مثل السيطرة على التكاليف، أو لتخفيض الضرائب مثلما يحدث في الشركات متعددة الجنسيات. ويتحقق ذلك من خلال مركز تكلفة واحد في بلد منخفض الضرائب تحاسب بلدٍ آخر مرتفع الضرائب وبسعرٍ تحويلي عال. فالبلد الأول سيحقق أرباحاً كبيرة ويدفع ضرائب منخفضة أما الثانية فيمكن أن تحقق أرباحا منخفضة آو معدومة وبالتالي يكون لديها مسئولية ضريبية منخفضة.